# Pita (futebolista)
Edivaldo Oliveira Chaves, mais conhecido como Pita (Nilópolis, 4 de agosto de 1958), é um ex-futebolista brasileiro que atuava como meia.

## Carreira
Nascido em Nilópolis, veio com um ano de idade para Cubatão, no bairro do Casqueiro, e começou sua vida vendendo siris para quem ia da capital para o litoral e vice-versa no acostamento da Via Anchieta. Aos treze, Pita foi convidado a disputar um campeonato de futebol na praia e se destacou.
Logo após este campeonato ele começou a treinar na Portuguesa Santista e, depois de dois anos, já estava no juvenil do Santos. Na categoria, foi bicampeão paulista, em 1975 e 1976.
Em 1978, o treinador Formiga promoveu-o definitivamente para a equipe principal que estava cheia de jovens talentos, como Juary, João Paulo e Nílton Batata. Esta equipe foi apelidada de "Meninos da Vila". Neste mesmo ano começaram o Campeonato Paulista desacreditados e terminaram campeões. Foi o único título de Pita defendendo o Santos. Pelo clube, foram 408 jogos e 55 gols marcados.Foram 408 jogos e 55 gols
Em junho de 1984, Pita foi negociado com o São Paulo, numa troca que envolveu a ida de Zé Sergio e Humberto para a Vila Belmiro. No time do Morumbi, conquistou o Campeonato Paulista de 1985 e o segundo título nacional do tricolor. Apesar do campeonato, Pita discutiu com o técnico Cilinho e quase deixou o clube, permanecendo por interferência da diretoria. Em 1987, conseguiria novamente o Campeonato Paulista, sendo festejado e reconhecido como craque também pela torcida tricolor.
Mas o período de glórias no São Paulo não foi tão longo assim: durou apenas quatro anos, e, em 1988, Pita foi vendido ao Racing Strasbourg, por um milhão de dólares. No São Paulo, atuou em 247 partidas (115 vitórias, 84 empates, 48 derrotas) e marcou 46 gols.
Depois de rápida passagem pelo clube francês, Pita voltou ao Brasil para defender o Guarani e depois participou da temporada inicial da implantação do futebol no Japão em 1993.
Encerrou a carreira na Internacional de Limeira em 94, sendo sua última partida em 27 de março, marcando um gol.
Pela Seleção Brasileira, fez sete partidas e foi Campeão Panamericano de 87.
Em 2007, foi o técnico do São Bento na Copa São Paulo de Futebol Juniores.
Em 2012, foi contratado como observador do São Paulo FC, onde ficou até janeiro de 2016. Em sua última passagem, entre 2017 e 2021, desenvolveu um trabalho de captação de atletas e esteve em contato com jovens promissores, como Gabriel Sara e Igor Gomes.

## Títulos

### Como jogador
Santos
- Campeonato Paulista Juvenil: 1975 e 1976
- Campeonato Paulista: 1978

São Paulo
- Campeonato Paulista: 1985[6], 1987
- Campeonato Brasileiro: 1986

#### Prêmios individuais
- Bola de Prata da revista Placar: 1982, 1983, 1986

### Como técnico
São Paulo
- Copa São Paulo: 2000